# 北海道道636号渡島吉岡停車場線
北海道道636号渡島吉岡停車場線（ほっかいどうどう636ごう おしまよしおかていしゃじょうせん）は、北海道松前郡福島町内を結ぶ一般道道（北海道道）である。

## 概要

### 路線データ
- 起点：北海道松前郡福島町字吉岡
- 終点：北海道松前郡福島町字吉岡（国道228号交点）
- 総延長：1.038 km
- 実延長：1.031 km
- 重用延長：0.007 km

### 道路管理者
- 渡島総合振興局 函館建設管理部 松前出張所

## 歴史
- 1969年（昭和44年）6月18日 - 路線認定[1]。
- 1988年（昭和63年）2月1日 - 松前線の廃線に伴い、渡島吉岡駅は廃駅となる。
- 1998年（平成10年）3月24日 - 起点位置を、旧渡島吉岡駅から約350 mほど西側に延長する[2]。

## 地理

### 通過する自治体
- 渡島総合振興局
  - 松前郡福島町

### 交差する道路
福島町
- 国道228号 - 字吉岡（終点）